# La meva gran petita granja
La meva gran petita granja (títol original en anglès, The Biggest Little Farm) és una pel·lícula documental estatunidenca del 2018, dirigida per John Chester. La pel·lícula descriu la vida d0en John Chester i la seva dona Molly mentre adquireixen i s'estableixen a Apricot Lane Farms (Moorpark). S'ha doblat i subtitulat al català.
La pel·lícula es va estrenar l'1 de setembre de 2018 al Festival de Cinema de Telluride. Va tenir la seva segona projecció al Festival Internacional de Cinema de Toronto del 2018, on va ser nomenat segon classificat del Premi del públic en la categoria documental. Va ser seleccionada com a pel·lícula de la nit d'obertura al Doc NYC el novembre de 2018. La pel·lícula es va projectar com a part de la secció Spotlight al Festival de Cinema de Sundance de 2019. També es va projectar al 29è Festival de Cinema de Nova Orleans el 24 d'octubre de 2018.
L'empresa de cinema independent Neon la va adquirir, i es va estrenar el 10 de maig de 2019 a Los Angeles i Nova York. La pel·lícula es va expandir a Austin, Boston, Chicago, Dallas, Denver, Houston, Minneapolis, Nashville, Filadèlfia, Phoenix, Portland, San Diego, San Francisco i Washington DC el 17 de maig i a altres mercats durant els mesos de maig i juny. La pel·lícula va ser adquirida per The Exchange per a la seva distribució internacional.
Un programa especial de seqüela, The Biggest Little Farm: The Return, es va estrenar el 2022 a Disney+.